# 舊斯蒂內
51°41′26″N 24°29′30″E / 51.69056°N 24.49167°E
舊斯蒂内（烏克蘭語：Старостине），是烏克蘭的村落，位於該國西部沃倫州，由科韋利區拉特內市鎮負責管轄，面積0.4平方公里，海拔高度152米，2001年人口177，人口密度每平方公里443.61人。